# El Harmilia
El Harmilia là một đô thị thuộc tỉnh Oum el Bouaghi, Algérie. Dân số thời điểm năm 2002 là 7.122 người.